# أوسكار أوستاري
أوسكار ألفريدو أوستاري (بالإسبانية: Óscar Alfredo Ustari) (مواليد 3 يوليو 1986 في أميريكا، محافظة بوينس آيرس - الأرجنتين) لاعب كرة قدم أرجنتيني يلعب حاليا لصالح نادي الدرجة الأولى خيتافي الإسباني منذ 2007 في مركز حارس مرمى .

## مسيرته الكروية
لعب أوسكار أوستاري خلال مسيرته الاحترافية مع 9 أندية في سبعة عشر موسمًا وسجل خلالها هدفًا واحدًا ضمن 217 مباراة. ولم يفز بأي موسم بالكأس أو بالدوري.
خاض أوسكار أوستاري مسيرته مع نادي إنديبندينتي في موسم 2005–06 ولمدة موسمين، مشاركًا في 64 مباراة سجل خلالها هدفًا واحدًا. ثم انتقل إلى نادي خيتافي في موسم 2007–08 ليلعب معه خمسة مواسم، حيث شارك في 41 مباراة ولم يسجل أي هدف. لينتقل بعدها إلى نادي بوكا جونيورز في موسم 2012–13 لمدة موسم واحد، مشاركًا في 12 مباراة ولم يسجل أي هدف أيضًا. ثم انتقل إلى نادي سندرلاند في موسم 2013–14 لمدة موسم واحد، لم يشارك في أي مباراة ولم يسجل أي هدف أيضًا. هذا وانتقل لاحقًا إلى FC Barcelona (beach soccer) ‏ في عامي 2014-2016 ولمدة موسمين، مشاركًا في 36 مباراة ولم يسجل أي هدف أيضًا. ثم انتقل بعدها إلى نادي أطلس في موسم 2015–16 واستمر معه طيلة ثلاثة مواسم، مشاركًا في 42 مباراة ولم يسجل أي هدف أيضًا. ليعود وينتقل من جديد، لكن هذه المرة إلى نادي ليفربول ما بين عامي 2019 و2020 لمدة موسم واحد، مشاركًا في 17 مباراة ولم يسجل أي هدف أيضًا. لينتقل بعدها إلى نادي باتشوكا في موسم 2019–20 لمدة موسم واحد، مشاركًا في 5 مباريات ولم يسجل أي هدف أيضًا.

## روابط خارجية
- أوسكار أوستاري على موقع الاتحاد الدولي (مؤرشف)  (الإنجليزية)
- أوسكار أوستاري على موقع الدوري الأمريكي (الإنجليزية)
- أوسكار أوستاري على موقع قاعدة بيانات كرة القدم.إي يو (الإنجليزية)
- أوسكار أوستاري على موقع ناشيونال فوتبول تيمز (الإنجليزية)
- أوسكار أوستاري على موقع Soccerbase.com (لاعب) (الإنجليزية)
- أوسكار أوستاري على موقع Soccerway.com (الإنجليزية)
- أوسكار أوستاري على موقع عالم كرة القدم.نت (الإنجليزية)
- أوسكار أوستاري على موقع كووورة
- أوسكار أوستاري على موقع أوليمبيديا (الإنجليزية)
- أوسكار أوستاري على موقع AS.com (الإسبانية)